# لیگ ملت‌های والیبال زنان ۲۰۲۵
لیگ ملت‌های والیبال زنان ۲۰۲۵ هفتمین دوره رقابت های لیگ ملت‌های والیبال زنان است که از تاریخ ۴ ژوئن تا ۲۷ ژوئیه ۲۰۲۵ در حال برگزاری می باشد.مرحله نهایی رقابت ها به میزبانی اطلس آرنا واقع در شهر ووچ کشور لهستان در حال برگزاری است.

## تیم های حاضر
از این دوره به بعد رقابت ها با ۱۸ تیم برگزار خواهند شد. دو جایگاه جدیدی که از امسال اضافه شدند به جمهوری چک(که قهرمان چلنجر کاپ ۲۰۲۴ زنان شد) و به بلژیک(به دلیل رتبه بالا در رده‌بندی جهانی فدراسیون بین‌المللی والیبال) تعلق گرفت.
| کشور                | کنفدراسیون | حضور عای قبلی | حضور عای قبلی | حضور عای قبلی | بهترین عملکرد پیشین               |
| کشور                | کنفدراسیون | کل            | نخستین        | واپسین        | بهترین عملکرد پیشین               |
| ------------------- | ---------- | ------------- | ------------- | ------------- | --------------------------------- |
| بلژیک               | CEV        | ۴             | ۲۰۱۸          | ۲۰۲۴          | ۷ ام(۲۰۱۹)                        |
| برزیل               | CSV        | ۶             | ۲۰۱۸          | ۲۰۲۴          | نایب قهرمان (۲۰۱۹ و ۲۰۲۱ و ۲۰۲۲ ) |
| بلغارستان           | CEV        | ۴             | ۲۰۱۹          | ۲۰۲۴          | ۱۳ ام(۲۰۲۳)                       |
| کانادا              | NORECA     | ۴             | ۲۰۲۱          | ۲۰۲۴          | ۱۰ ام(۲۰۲۳ و ۲۰۲۴)                |
| چین                 | AVC        | ۶             | ۲۰۱۸          | ۲۰۲۴          | نایب قهرمان(۲۰۲۳)                 |
| جمهوری چک           | CEV        | ۰             | ۰             | ۰             | نداشته                            |
| جمهوری دومینیکن     | NORECA     | ۶             | ۲۰۱۸          | ۲۰۲۴          | ۶ ام(۲۰۲۱)                        |
| فرانسه              | CEV        | ۱             | ۲۰۲۴          | ۲۰۲۴          | ۱۴ ام(۲۰۲۴)                       |
| آلمان               | CEV        | ۶             | ۲۰۱۸          | ۲۰۲۴          | ۸ ام(۲۰۲۳)                        |
| ایتالیا             | CEV        | ۶             | ۲۰۱۸          | ۲۰۲۴          | قهرمان(۲۰۲۲ و ۲۰۲۴)               |
| ژاپن                | AVC        | ۶             | ۲۰۱۸          | ۲۰۲۴          | نایب قهرمان(۲۰۲۴)                 |
| هلند                | CEV        | ۶             | ۲۰۱۸          | ۲۰۲۴          | ۵ ام(۲۰۱۸)                        |
| لهستان              | CEV        | ۶             | ۲۰۱۸          | ۲۰۲۴          | ۳ ام(۲۰۲۳ و ۲۰۲۴)                 |
| صربستان             | CEV        | ۶             | ۲۰۱۸          | ۲۰۲۴          | ۳ ام(۲۰۲۲)                        |
| کرهٔ جنوبی           | AVC        | ۶             | ۲۰۱۸          | ۲۰۲۴          | ۱۲ ام(۲۰۱۸)                       |
| تایلند              | AVC        | ۶             | ۲۰۱۸          | ۲۰۲۴          | ۸ ام(۲۰۲۲)                        |
| ترکیه               | CEV        | ۶             | ۲۰۱۸          | ۲۰۲۴          | قهرمان(۲۰۲۳)                      |
| ایالات متحده آمریکا | NORECA     | ۶             | ۲۰۱۸          | ۲۰۲۴          | قهرمان (۲۰۱۸ و ۲۰۱۹ و ۲۰۲۱)       |